# イラク空軍
イラク空軍（イラクくうぐん、IQAFまたはIrAF ; アラビア語: القواتالجويةالعراقية、Al Quwwat al Jawwiya al Iraqiya）は、イラク軍の航空戦サービス部門であり、国境警備と国家資産の監視を担っている。IQAFはイラク海軍とイラク陸軍の支援部隊としても機能しており、イラクの発展中の軍隊を同国が迅速に配備できるようにしている。
イラク空軍は第一次世界大戦でオスマン帝国の敗北後のイギリス軍によるイラク統治時の1931年に少数のパイロットのみで設立された。第二次世界大戦中の短い期間を除いて、イラク空軍は主にイギリスの航空機を1958年7月14日の革命まで運用していたが、革命後のイラク新政府はソ連との外交関係を強化し始めた。空軍は1950年代から1960年代にかけてソ連とイギリスの両方の航空機を使用し、1979年にサダム・フセインが権力を掌握した際に、イラクはより多くのソ連とフランスの航空機を注文し、空軍力は急速に成長した。そのピークは1988年に終結した長くて血なまぐさいイラン・イラク戦争後であり、総数1029機の航空機（そのうち550機が戦闘機）で構成されこの地域で最大の空軍となった。その没落は湾岸戦争 （1990〜91年）の間に発生し、連合軍が飛行禁止区域を施行している間も継続した。2003年のイラク戦争中にイラク空軍の残存航空機が破壊された。
イラク戦争後、IQAFは再建され訓練と大半の航空機をアメリカから受け取った。2007年にイラクは1991年の湾岸戦争前に、鹵獲されないためにイランに飛び立った多数のイラク軍戦闘機の一部を返還するように同国に要請した。2014年の時点で、イランは要請を受け入れており、不特定多数のジェット戦闘機の改修に取り組んでいた。

## 歴史
イラク王立空軍（Royal Iraqi Air Force、RIrAF）は創立日をイギリスでの訓練から最初のパイロットが飛び立った1931年4月22日とみなしている。新しい空軍の創設前、イギリス王立空軍（RAF）イラク司令部は、1920年代から1930年代初頭にでのラクのすべてのイギリス軍の要素を担っていた。RIrAFは、バグダッドのワシャシュ地区にある空港に拠点を置き、5人のパイロット、クランウェル空軍大学で訓練を受けた航空学生、および32人の航空機整備士で構成されていた。最初の5人のパイロットは、Natiq Mohammed Khalil al-Tay、Mohammed Ali Jawad、Hafdhi Aziz、Akrem MushtaqおよびMusa Aliである。イラク王立空軍の初期には、イギリスから主に航空機を受け取りイタリアからはブレダBa.65攻撃機とSM-79爆撃機を受け取った。
イラク独立後の数年間は空軍は依然としてイギリス空軍に依存していた。イラク政府は軍事費の大半をイラク陸軍に割り当てており、1936年までにイラク王立空軍は37人のパイロットと55機の航空機しか保有していなかった。翌年に空軍はある程度の成長を見せ、パイロットの数を127人に増やした。

### 1930年代から1950年代

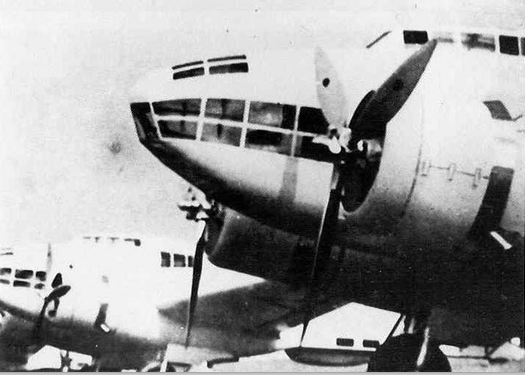
イラクのSM.79B

RIrAFは、1934年にバクル・シドキの命令でイラク南部のディーワーニヤとRumaythaの部族による反乱に対する戦闘で最初に使用され、そこで最初の戦闘による損失を被った。伝統的な軍に対する最初の戦闘は、1941年のイギリス・イラク戦争において親英のイラク指導者達に対抗するためにラシッド・アリによるクーデターを受けた完全な独立のためにイラク政府による努力である。RIrAFが戦闘部隊として破壊されたことで枢軸国と手を組み、ドイツ空軍の航空機 （イラクのシンボルマーク塗装）とイタリア王立空軍の航空機がイラク地上軍を支援した。ドイツ軍ユニットはSpecial Staff FとFliegerführer Irakであった。しかし、損失、予備品および交換品の不足により彼らは離脱し、クーデターはイギリス軍に敗北した。
1946年のおおよその空軍の戦力組成は、『Jane's Fighting Aircraft of World War II』 (p. 48)で確認ができる。
1948年の第一次中東戦争で新しく創設された国家イスラエルとの最初の戦争に参加した際のRIrAFはイギリスによる破壊からまだ回復途上であり、戦争では小さな役割しか果たせなかった。1948年から1949年にかけて、第7飛行隊はヨルダンからアブロ アンソンの訓練爆撃機を操作し、そこからイスラエルに対する多くの攻撃を行った。アンソンの一部は第1飛行隊が運用する現代のホーカー フューリー戦闘機に置き換えられたが、これらの航空機はほとんどがエジプト人へと移転される前にイラクのシンボルマークでイスラエルに対する2つの任務で飛行しただけだった。14機のホーカーフューリーが納入されていたが、1948年6月7日までに6機だけしか稼働していなかった。これらの初期の問題にもかかわらず、RIrAFはより多くのフューリーを購入し、合計38機の単座のF.Mk.1と4機の複座を獲得して第1および第7飛行隊に装備させた。イラクのフユーリーはイスラエルのB-17 フライングフォートレス爆撃機に対して唯一の勝利を収めた。

### 1950年代から1960年代初期

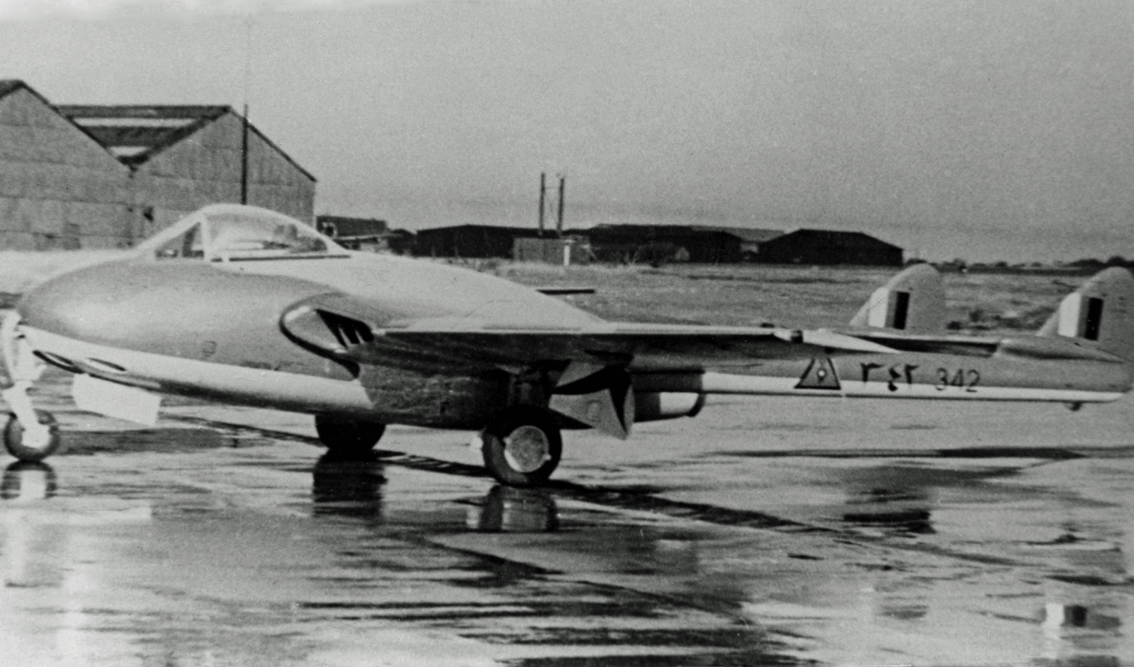
1953年に納入される前のイラク空軍デ・ハビランド バンパイアFB.52

1950年代には、1958年に王制が崩壊した際にRIrAFが影響を受け、イギリスなどの西側諸国からの武器輸入の停止につながった。1950年から1958年までの大半のRIrAF航空機はイギリス製であり、最初のジェット戦闘機のデ・ハビランド バンパイアは1953年に納入された。RIrAFは、1950年代半ばにデ・ハビランド ベノムとホーカー ハンターを受け取った。1954年と1956年に米国からの資金提供により19機のデ・ハビランド バンパイアジェット戦闘機と14機の元イギリス空軍のホーカーが納入された。また、1953年に4機のブリストル フレイターを受け取った。
1958年7月14日の革命の間に、イラク国王が打倒され同国はワルシャワ条約加盟国と外交的および政治的関係を確立すると同時に西側諸国との関係を断絶した。イラク王立空軍は革命後にその名前から「Royal」を無くしイラク空軍（Iraqi Air Force、IQAF）となった。ソ連はMiG-17、MiG-19およびMiG-21戦闘機、そしてIl-28爆撃機をイラク新政府に迅速に供給した。彼らはまた、1959年にポーランドからIl-14輸送機13機を受け取った。最初のMiG-17は、1958年にデ・ハビランド バンパイアに代わって初めて納入された。1960年代後半から1970年代初頭にかけて、MiG-17の追加サンプルが購入されシリアまたはエジプトに発送された可能性がある。
トム・クーパーとステファン・クーンは、1961年の空軍の飛行隊を以下のようにリスト化している。
- 第1飛行隊（ハバニヤ空軍基地拠点）：ベノムFB Mk.1、指揮官はA.-Mun'em Ismaeel大尉
- 第2飛行隊（ラシッド空軍基地）：Mi-4、指揮官はWahiq Ibraheem Adham少佐
- 第3飛行隊（ラシッド空軍基地）：An-12B、指揮官はTaha Ahmad Mohammad Rashid大尉
- 第4飛行隊（キルクーク空軍基地）：フューリーFB Mk.11、指揮官はA. Latif少佐
- 第5飛行隊（ラシッド空軍基地）：MiG-17F、指揮官はKhalid Sarah Rashid少佐
- 第6飛行隊（ハバニヤ空軍基地）：HunterFGA.59/A/B、指揮官はHamid Shaban大尉
- 第7飛行隊（キルクーク空軍基地）：ミコヤン・グレビッチMiG-17F、指揮官はNe'ma Abdullah Dulaimy少佐
- 第8飛行隊（ラシッド空軍基地）：IL-28。指揮官はAdnan Ameen Rashid少佐
- 第9飛行隊：MiG-19、編成中。

IQAFは1960年代初頭に約50機のMiG-19を受け取ったが、ほとんどは使用されずエジプトに再配送され、これまでに第6飛行隊のみがおおよそ18機のMiG-19Pとミサイル兵装のMiG-19PMをバグダッドのラシッド空軍基地で運用していた。イラクは、1962年にMiG21F-13戦闘機、1963年以降にTu-16爆撃機も受け取った。
1963年11月のイラククーデターにより、イラクがNATO勢力と再び手を組むようになった結果、より多くの中古のホーカー ハンターがIQAFに引き渡された。共産主義の東欧諸国からの航空機の輸入は1966年まで中断されていたが、イラク大統領アブドッサラーム・アーリフが航空機事故で死亡（彼の兄が後任を務めた）した後、ソビエト連邦からMiG-21PF迎撃戦闘機を購入した。
1966年、イラクのムニル・レドファ大尉は彼のMiG-21F-13でイスラエルに亡命し、イスラエルはコードネーム「Have Donut」の下で評価のために同機をアメリカに引き渡した。しかし、それまでにMiG-21-F13はイラク空軍の前線部隊のMiG-21FLとPFMに置き換えられており、MiG-21-F13は運用転換練習機として使用されていた。

### 第三次中東戦争
第三次中東戦争中に、IQAFはTu-16爆撃機によるイスラエル空軍基地への攻撃を含む、いくつかの空軍基地と地上目標を爆撃した。打撃爆撃機の内の一機はイスラエルによって撃墜されたが、残りは無事に帰還した。IQAFはヨルダン軍の支援にも重要な役割を果たした。同様に、イラク空軍にはパキスタン人パイロットのサイフル・アザムがおり、彼はイラクのホーカー ハンターでイスラエルの戦闘機を2機撃墜したと主張した。ホーカー ハンターのイラクのパイロットは、空戦でイスラエルの航空機をさらに5機を撃墜したと主張した。ハンターとMiG21PFMにより、IQAFはイスラエルの更なる攻撃からイラク西部の空軍基地を防御することに成功した。同日、IQAFはイスラエルの空域を突破しドッグファイトでイスラエルの航空機5機を破壊した。

### 1970年代と第四次中東戦争
IQAFは1971年に署名されたソ連との20年間の友好条約により、多数の比較的近代的な戦闘機が空軍に導入されたことでこの10年間を通じて規模と能力が拡大した。イラク政府はソ連だけがイラクに兵器を供給する状況に満足することは決してなく、MiG-21やSu-20のような現代の戦闘機を購入しつつ、フランスにミラージュF-1戦闘機とジャギュアを売るよう説得し始め、ミラージュを購入した（ジャギュアは注文されなかった）。
第四次中東戦争前に、IQAFは12機のホーカーハンターをエジプトに派遣しそこで戦い、1機だけが戦争を生き残った。IQAFは1968年に最初のSu-7を複数機受け取ったが、これらの機体は元々シリアに配備されていたものであった。シリアに配備された航空機は、イスラエルの航空機とSAMにより大きな損失を負い、さらにシリアのSAMのフレンドリーファイアに遭った。10月8日に予定されていた攻撃は、これらの莫大な損害とシリア政府との意見の相違によりキャンセルされた。最終的に、いくつかのSu-7以外のすべての航空機がシリアの基地から撤退した。1973年10月の戦争中、シナイ半島のイスラエル基地に対する最初の空爆はイラクの飛行機で構成されていた。彼らは火砲地帯とイスラエルの戦車を攻撃し、空戦で21機のイスラエル戦闘機を破壊したと主張している。戦後まもなくして、IQAFはソ連から14機のTu-22Bと2機のTu-22Uと併せてKH-22ミサイルも注文し、1975年までに10機のTu-22Bと2機のTu-22Uが納入された。
1970年代には、イラクに対する北部でのクルド人の一連の激しい暴動も発生した。イラン国王の援助により、クルド人は近代的なSAMや一部のイラン兵を含む武器と物資を受け取った。IQAFはクルド人との戦闘で重大な損害を被ったことで、より高い爆撃高度と電子的対策の改良が施されたことでSAMの回避率を劇的に向上させた新たなTu-22を用いて武装勢力と戦い始めた（イラン国王がクルド人武装勢力を支援するためにイラク国境付近に設置したイランのホークSAM砲台を回避するために高高度から3トン爆弾を使用した）。1970年代半ば、イランとの緊張状態は高かったが、後にアルジェ条約で緩和された。

### 1980年代とイランとの戦争
1980年秋から1990年夏にかけて、IQAFの航空機の数は332から1000を超えた。イラクのイラン侵攻前に、IQAFは近代的なミラージュF.1EQを16機フランスに要求し、東欧の同盟国から合計240機の新しい航空機やヘリコプターを受領中だった。1980年9月末にイラクがイランに侵攻した際にソ連とフランスはイラクへの追加の航空機の納入を停止したが、数か月後に再開した。
IQAFは、代わりに時代遅れのSu-20、MiG-21、MiG-23で戦わなければならなかった。MiG-21は部隊の主要な迎撃機であり、MiG-23は地上攻撃と迎撃に使用され、Su-20は純粋な地上攻撃に用いられた。戦争初日、Tu-16/22、Su-20、MiG-23、MiG-21の計166-192機の編隊が、イラン空軍の10ヶ所の空軍基地に奇襲空襲を行い成功を収めた。この空爆で地上の多数の戦闘爆撃機を破壊する戦果を挙げたが、イラン空軍を打倒するには不十分だった。これらの空爆に対する報復として、イラン空軍は戦争が始まった翌日にカマン99作戦を開始した。
1981年後半、現代のミラージュF-1とソ連のMiG-25がイランに対して効果的だったことがすぐに明白になった。IQAFは、KH-22M/MP空対地ミサイルを装備したTu-22KD/KDP爆撃機、KH-23空対地ミサイル、Kh-25およびKh-58対レーダーミサイルを装備したMiG-25及びKh-29L/Tミサイルを搭載したMiG-23BNなどの東側の新たな兵器を利用し始めた。1983年、改良されたエグゾセ対応のミラージュF-1EQ5を待っているイラクを満足させるために、シュペルエタンダールが同国にリースされた。イランの石油タンカー艦隊（タンカー戦争を参照）と砲艦は、エグゾセ対艦ミサイルを装備した5機のシュペルエタンダールの手で深刻な被害を受けた。これらの内の1機は20か月の戦闘使用中に失われ、4機は1985年にフランス海軍航空隊に返却された。

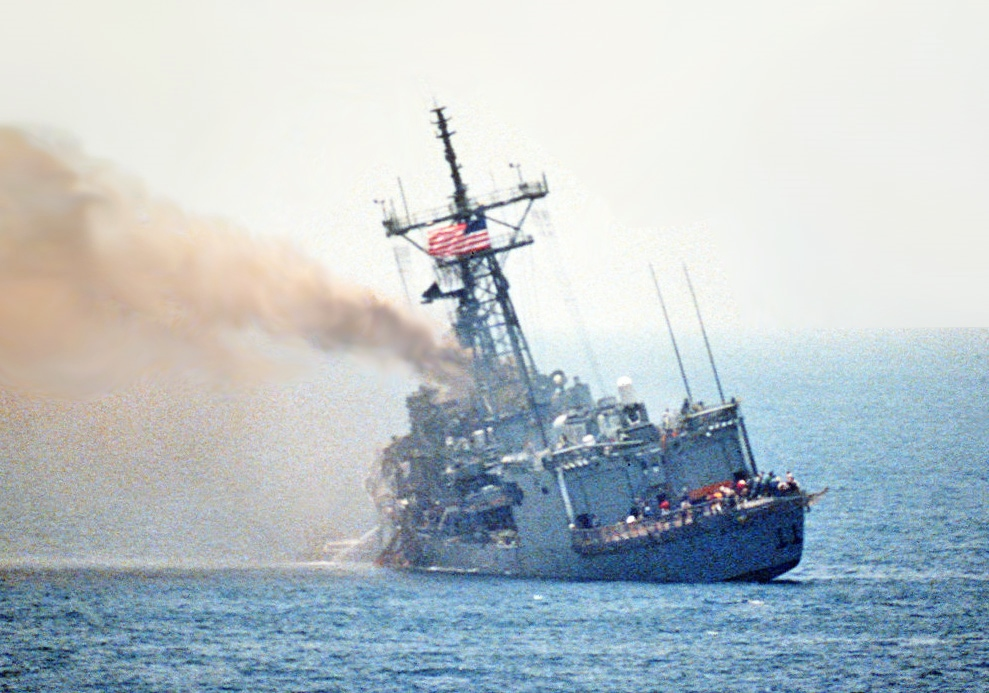
イラクのエグゾセミサイルが2発直撃した後のUSS Stark

IQAFは一般的に空軍基地、軍事施設や工場、発電所、石油施設などの産業インフラを攻撃するだけでなく、テヘランおよびその他の主要なイランの都市を体系的に爆撃することにより、イランとの戦争で主要な役割を果たした（後に都市戦争と知られるようになった）。戦争の終わりに、軍隊と特殊作戦部隊と連携してIQAFはイランの最後の軍事攻撃のルート決めに重要な役割を果たした。（その時までにかつて主要だったイラン空軍の役割は、絶望的な状況での任務に限定され、イランの重要な石油ターミナル防衛などの重要なタスクを行っていた）。空軍はミラージュF-1でエグゾセミサイルを使用してタンカーや他の船を攻撃する役割も成功した。1987年5月17日には、イラクのF-1が誤ってアメリカ海軍のフリゲート「スターク」に2発のエグゾセ対艦ミサイルを発射し同艦を大破させ乗組員37人を殺害した。
1987年までにイラク空軍は、近代的な航空物流センター、航空基地、保守および修理施設、およびいくつかの生産能力を備えた大規模な近代的軍事インフラを保有していた。その時までに、空軍は4万人の男性で構成され、そのうち約1万人は防空司令部の一部であった。空軍の主要基地はタンムーズ（アル・タカダム）、アル・バクル（バラド）、アル・カーディーシーヤ（アル・アサード）、アリ空軍基地、サダム空軍基地（Qayarrah West空軍基地）にあり、バスラなどに他の大規模な基地が存在した。IQAFは、24の主要な作戦基地と30の分散基地、核強化シェルターを含む600の航空機シェルター、複数の誘導路・滑走路と共に運用された。イラクは、さまざまな種類の小規模飛行場（予備飛行場とヘリコプター飛行場）を123か所保有していた。

#### イラン・イラク戦争の著名なイラク人パイロット
現代の空軍を持つ他の多くの国とは異なり、イラクは激しい長期にわたる戦争に従事していた。イランとの8年間にわたる紛争により、空軍は歴戦の鍛え抜かれた戦闘機パイロットに成長させる機会を得た。IQAFに関する情報はアクセスするのが難しいが、2人の男性がイラクのエース・パイロットとして有名である。
「スカイファルコン」と呼ばれるMohommed Rayyanは、1980-81年にMiG-21MFを操縦し、1980年にイランのF-5Eを2機撃墜したと主張した。大尉の階級と共にRayyanは1981年後半にMiG-25を操縦する資格を得て、新たに8機を撃墜したと主張し、その内の二件は確認されている。しかし1986年にイラン空軍のF-14Sによって撃墜され戦死した。
Omar Goben大尉もまた成功した戦闘機パイロットだった。1980年にMiG-21を操縦中に彼は2機のF-5Eと1機のF-4Eを撃墜した。後にMiG-23に移り、戦争を生き延びたが、1991年1月にMiG-29でアメリカ空軍のF-15Cと交戦し戦死した。
Salah I大尉もこの期間の著名なパイロットであり、第79飛行隊に所属していた1981年12月2日に2機のF-4Eを撃墜した。

### 1990年代–湾岸戦争と飛行禁止区域
1990年8月、イラクは長期間に及んだイラン・イラク戦争後も、この地域における最大規模の空軍であり、当時は934機の戦闘機を保有していた。理論的には、IQAFはイランとの対立によって「強化」されるはずであったが、戦後にイラク政府が軍を完全な統制下に置くために苦心している際にIQAF指導者層や他要員の粛清が行われたことでイラク空軍を大いに縮小させた。1990年全体で最小限の訓練しか行われなかった。
次の表は、湾岸戦争開始時のイラク空軍と損失、損傷した航空機、イランへの飛行、および湾岸戦争の終わりの残存機を示している。破損した航空機の一部は、修理可能であったか、スペアパーツとして使用された可能性がある。これは、空中（23機）と地上（227機）の両方での損失の合計であり、イラク陸軍航空隊、イラク海軍およびイラク国境警備局の航空部隊に属するヘリコプターと航空機を除外している。
| 航空機                     | 1990 | 破壊 | 損傷 | イランへ | 残存 |
| -------------------------- | ---- | ---- | ---- | -------- | ---- |
| ミラージュF1EQ/BQ          | 88   | 23   | 6    | 24       | 35   |
| ミラージュF1K (クウェート) | 8    | 2    | 2    | 0        | 4    |
| Su-20                      | 18   | 4    | 2    | 4        | 8    |
| Su-22R                     | 10   | 1    | 0    | 0        | 9    |
| Su-22M2                    | 24   | 2    | 6    | 5        | 11   |
| Su-22M3                    | 16   | 7    | 0    | 9        | 0    |
| Su-22UM3                   | 25   | 3    | 1    | 0        | 21   |
| Su-22M4                    | 28   | 7    | 0    | 15       | 6    |
| Su-24MK                    | 30   | 5    | 0    | 24       | 1    |
| Su-25K/UBK                 | 72   | 31   | 8    | 7        | 26   |
| MiG-21MF/bis/F-7B          | 236  | 65   | 46   | 0        | 115  |
| MiG-23BN                   | 38   | 17   | 0    | 4        | 18   |
| MiG-23ML                   | 39   | 14   | 1    | 7        | 17   |
| MiG-23MF                   | 14   | 2    | 5    | 0        | 7    |
| MiG-2MS                    | 15   | 2    | 4    | 0        | 9    |
| MiG-23UM                   | 21   | 8    | 0    | 1        | 12   |
| MiG-25U                    | 7    | 3    | 2    | 0        | 2    |
| MiG-25RB                   | 9    | 3    | 3    | 0        | 3    |
| MiG-25PD/PDS/PU/R/RB       | 19   | 13   | 1    | 0        | 5    |
| MiG-29A                    | 37   | 17   | 4    | 3        | 13   |
| MiG-29UB                   | 4    | 0    | 0    | 1        | 3    |
| Tu-16/KSR-2-11             | 3    | 3    | 0    | 0        | 0    |
| Tu-22B/U                   | 4    | 4    | 0    | 0        | 0    |
| Xian H-6D                  | 4    | 4    | 0    | 0        | 0    |
| An-26                      | 5    | 0    | 3    | 0        | 2    |
| Il-76                      | 19   | 3    | 1    | 15       | 0    |
| ダッソー ファルコン 20     | 2    | 0    | 0    | 2        | 0    |
| ダッソー ファルコン 50     | 3    | 0    | 0    | 3        | 0    |
| ロッキード ジェットスター  | 6    | 4    | 0    | 1        | 1    |
| アエロ L-39 アルバトロス   | 67   | 0    | 1    | 0        | 66   |
| エンブラエル ツカノ        | 78   | 1    | 6    | 0        | 64   |
| FFA AS-202 Bravo           | 34   | 5    | 5    | 0        | 17   |
| Eloris trainer             | 12   | 0    | 0    | 0        | 12   |
| BAC ジェット・プロヴォスト | 20   | 5    | 0    | 0        | 15   |
| BK 117                     | 14   | 1    | 6    | 0        | 6    |

1991年の湾岸戦争中、イラク空軍はアメリカ、イギリスとその同盟国の軍によって壊滅させられた。大半の飛行場はひどく攻撃され、空戦ではイラクは23機の損失を出しつつも、4機を撃墜（および4機を損傷させ、1機を恐らく撃墜した）した（確認済み）。イラクが所有していた非稼働中の（6機の）Tu-22S全機が砂漠の嵐作戦の開始時の爆撃で破壊されたが、それらはすでにイラク空軍の在庫から引き出されて単にデコイとして使用されていたのであり、（運用資産からの襲撃をそらすためだけに使用された他のすべての古い航空機と同様に）イラク空軍の損失航空機の運用リストには表示されなかった。
MiG-25部隊（NATOコードネーム「フォックスバット」）は、戦争中に最初の空対空での撃墜を記録した。第84戦闘飛行隊のZuhair Dawood中尉が操縦するMIG-25PDSが、戦争初夜にアメリカ海軍VFA-81飛行隊のF/A-18を1機撃墜した。2009年にアメリカ国防総省が、F/A-18パイロットのマイケル・スコット・スペイサー海軍大佐の遺体を確認したと発表し18年におよぶ謎を解決した。当時、少佐だったスペイサーは遊牧民のベドウィン族によって墜落場所のアンバル州の辺鄙な地域の近くに埋葬されたようであった。
2回目の撃墜は、1月19日にJameel Sayhoodというパイロットによって記録された。MIG-29を操縦した彼はR-60ミサイルでイギリス空軍のトーネードGR.1Aを撃墜した。イギリス空軍のシリアル「ZA396/GE」の航空機は、D J ワディントン大尉とR J スチュワート大尉によって操縦されており、タリル空軍基地の南東51海里に墜落した。
別の事件では、イラクのMiG-25が8機のアメリカ空軍F-15Cから逃れ、USAFのEF-111電子戦闘機に3発のミサイルを発射し、任務を中止させた。さらに別の事件では、2機のMiG-25が2機のF-15に接近し、ミサイル（F-15によって回避された）を発射した後にアメリカの戦闘機を追い越していった。さらに2機のF-15が追跡に参加し、合計10発の空対空ミサイルがMiG-25に発射されたが、いずれも命中することはなかった。
1月24日、イラク人は自身の航空攻撃能力を実証するために、アブカイクにある主要なサウジアラビアの石油精製所に対する攻撃を試みた。焼夷弾を搭載した2機のミラージュF1戦闘機と2機のMiG-23が（戦闘機の援護として）離陸した。それらは、アメリカ空軍の早期警戒管制航空機E-3によって発見され、サウジアラビア空軍の2機のF-15が迎撃のために送られた。サウジアラビア空軍のF-15が現れたとき、イラク空軍のMiG-23は反転したが、ミラージュは進み続けた。サウジのパイロットの一人、Ayedh Al-Shamrani大尉は戦闘機を巧みに操縦しミラージュの背後につき、両方の航空機を撃墜した。この出来事の後、イラク人は彼ら自身の空軍努力をこれ以上しなくなり、いつか空軍を復興させることを期待して、大半の戦闘機をイランへと送った（イランは2014年に7機のSu-25を返却した）。
湾岸戦争中に大半のイラク人パイロットと航空機（フランスとソビエト原産）は、他の国が避難所を提供しないので、爆撃作戦を逃れるためにイランへと逃走した。イラン人は戦後これらの航空機を押収し2014年に7機のSu-25を返却したが、残りはイラン・イラク戦争の賠償として主張しイラン空軍に任せていた。このため、サダム・フセインは2003年のイラク自由作戦の直前に空軍の残りをイランに送らず、代わりにそれらを砂に埋めることを選んだ。イランと地域のパワーバランスに気を取られているサダム・フセインは、「イラン人は以前よりもさらに強く、彼らは今や私たちの空軍を持っている」と述べたと報じられている。
これらには、ミラージュF1EQ1/2/4/5/6、Su-20およびSu-22M2/3/4、Su-24MK、Su-25K/UBK、MiG-23ML、MiG-29A/UB（製品9.12B）および1機のみのAEW-AWACSプロトタイプIl-76「ADNAN 1」を含む多数のIl-76が含まれている。また、砂漠の嵐作戦の前に19機のMiG-21とMiG-23が整備のためにユーゴスラビアに送られたが、国際的な制裁により返却されなかった。2009年、イラク政府は戦闘機の返却を一時的に求めたが、それらは解体されており、修理して帰還するには費用がかかるとされている。

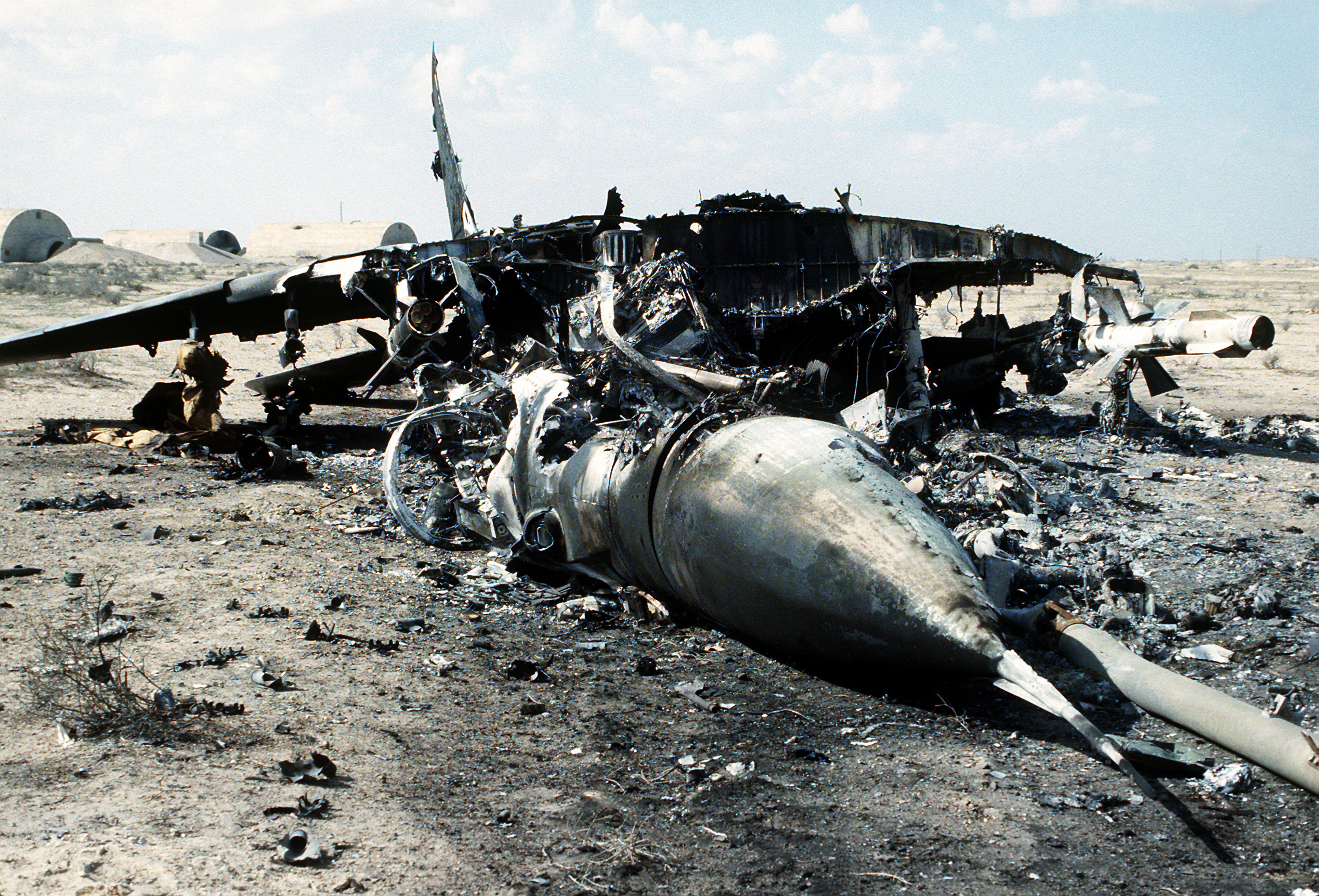
湾岸戦争の砂漠の嵐作戦中に連合軍によって破壊された後の荒廃したイラクのMiG-29戦闘機

#### 連合軍による湾岸戦争の航空機の損失
| 航空機       | 原産国       | 撃墜数 | イランへ |
| ------------ | ------------ | ------ | -------- |
| MiG-21       | ソビエト連邦 | 4      | 0        |
| MiG-23       | ソビエト連邦 | 9      | 12       |
| MiG-25       | ソビエト連邦 | 2      | 0        |
| MiG-29       | ソビエト連邦 | 6      | 4        |
| Su-7         | ソビエト連邦 | 4      | 4        |
| Su-17        | ソビエト連邦 | 4      | 4        |
| Su-20        | ソビエト連邦 | 0      | 4        |
| Su-22        | ソビエト連邦 | 2      | 40       |
| Su-24        | ソビエト連邦 | 0      | 24       |
| Su-25        | ソビエト連邦 | 2      | 7        |
| Il-76        | ソビエト連邦 | 1      | 15       |
| Mi-8         | ソビエト連邦 | 1      | 0        |
| ミラージュF1 | フランス     | 9      | 24       |
| 総損失数     |              | 44     | 137      |

イラク空軍自体は、空対空の戦闘での損失は米国の44の主張と比較して23機を挙げている。同様に、同盟国は当初はイラク空軍との空戦での損失はないと認識しており、1995年に1機のみ損失を認めた。2003年以降、連合国は2機目の損失を認めたが、さらに2件のイラクの主張と1件の可能性は依然としてイラクの戦闘機ではなく「対空砲火」による損失と連合軍が記載している。一般に、少なくとも3人のイラクのパイロットは、空中戦で連合国の航空機に対する勝利を記録したことで比較的合意されている。
湾岸戦争と同様にIQAFは1991年のイラク蜂起にも関与していた。陸軍航空隊と並んで、Mi-8、Mi-24、Gazelle、Alouette、およびPumaのヘリコプターが、1991年から1993年のシーア派とクルド人の反乱に対抗するために使用された。
湾岸戦争後、空軍は唯一のSu-24（イラク空軍では、孤独という意味の「waheeda」と呼ばれていた）と1979年にソ連から購入したMiG-25の単一の飛行隊のみで構成されていた。一部のミラージュ、MiG-23ML、SU-22も引き続き使用され、MiG-29はエンジンTBO制限により1995年までに使用が中止され、MiG-21は性能の陳腐化により使用が中止された。その後の制裁期間中、空軍は連合国によって設定された飛行禁止区域と国連制裁によるスペアパーツへの入手制限によって厳しく制限された。多くの航空機は使い物にならず、一部は潜在的な破壊から逃れるためにアメリカの偵察から秘匿されていた。飛行禁止区域のパトロールで、3機のイラクMiGが失われた。アメリカのF-15とF-14がイラクの戦闘機にAIM-54 フェニックスとAIM-120ミサイルを発射するといったいくつかの攻撃にもかかわらず、イラクの巧みな操縦により彼らがイラク領空をめぐる紛争で死傷者を回避できることを保証した。最後の空対空の撃墜記録は、2002年12月23日にMiG-25が武装したアメリカのRQ-1 プレデターを撃墜した件である。
2008年、米国防技術情報センターはフセイン政権時代のイラク空軍の極秘資料を公表し、1991年の空軍の真の損失と作戦を明らかにした。

#### 湾岸戦争時の装備
| 航空機                     | 原産国           | 種類      | 型式                 | 稼働中 | 注記   |        |
| 戦闘機                     | 戦闘機           | 戦闘機    | 戦闘機               | 戦闘機 | 戦闘機 | 戦闘機 |
| -------------------------- | ---------------- | --------- | -------------------- | ------ | ------ | ------ |
| ミラージュF1               | フランス         | 戦闘      | ミラージュF1EQ/BQ    | 88     |        |        |
| シュペルエタンダール       | フランス         | 艦上攻撃  |                      | 2      |        |        |
| Su-20                      | ソビエト連邦     | 地上攻撃  |                      | 18     |        |        |
| Su-22                      | ソビエト連邦     | 地上攻撃  | Su-22R/Su-22M2/M3/M4 | 133    |        |        |
| Su-24                      | ソビエト連邦     | 阻止/攻撃 | Su-24MK              | 30     |        |        |
| Su-25                      | ソビエト連邦     | 地上攻撃  | Su-25K/UBK           | 72     |        |        |
| MiG-21                     | ソビエト連邦     | 戦闘      | MiG-21MF/bis/F-7B    | 236    |        |        |
| MiG-23                     | ソビエト連邦     | 迎撃      | MiG-23BN             | 38     |        |        |
| MiG-25                     | ソビエト連邦     | 迎撃      | MiG-25PD/PDS/PU/R/RB | 19     |        |        |
| MiG-29                     | ソビエト連邦     | 戦闘      | MiG-29A/MiG-29UB     | 34     |        |        |
| Tu-16                      | ソビエト連邦     | 爆撃      | Tu-16/KSR-2-11       | 3      |        |        |
| Tu-22                      | ソビエト連邦     | 爆撃      | Tu-22B/U             | 4      |        |        |
| H-6                        | 中国             | 爆撃      | Xian H-6D            | 4      |        |        |
| BAC ジェット・プロヴォスト | イギリス         | 攻撃      |                      | 20     |        |        |
| 輸送機                     |                  |           |                      |        |        |        |
| An-26                      | ソビエト連邦     | 輸送      |                      | 5      |        |        |
| Il-76                      | ソビエト連邦     | 貨物輸送  |                      | 19     |        |        |
| ダッソー ファルコン20      | フランス         | VIP輸送   |                      | 2      |        |        |
| ダッソー ファルコン50      | フランス         | VIP輸送   |                      | 3      |        |        |
| ロッキード ジェットスター  | アメリカ         | VIP輸送   |                      | 1      |        |        |
| ヘリコプター               |                  |           |                      |        |        |        |
| Mi-8                       | ソビエト連邦     | 輸送      | Mi-8T                | 24     |        |        |
| Mi-17                      | ソビエト連邦     | 輸送      |                      | 10     |        |        |
| ベル 214ST                 | アメリカ         | 輸送      |                      | 1      |        |        |
| BK 117                     | 日本             | 実用      |                      | 1      |        |        |
| 練習機                     |                  |           |                      |        |        |        |
| L-39                       | チェコスロバキア | 訓練/COIN |                      |        |        |        |
| エンブラエル EMB-312       | ブラジル         | 訓練/COIN |                      |        |        |        |
| FFA AS-202 Bravo           | スイス           | 訓練      |                      |        |        |        |

### 2003年イラク戦争

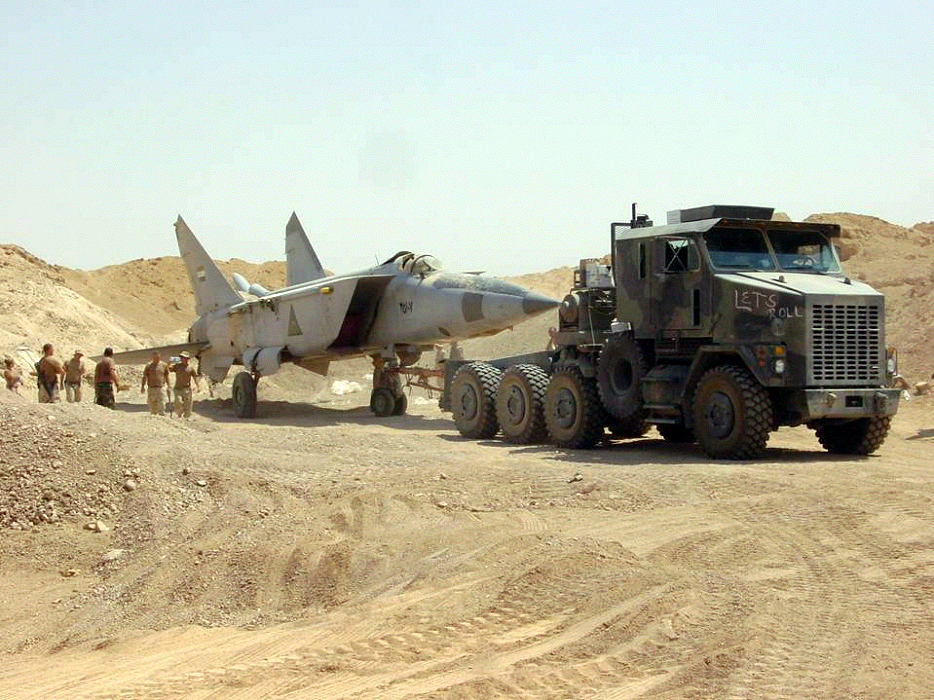
イラクのMiG-25がバグダッドの西の砂の下に埋もれているのが発見された

2003年までにイラク空軍は推定180機の戦闘機を保有していたが、そのうち約半分しか飛行できなかった。2002年後半、ユーゴスラビアの武器会社がMiG-21とMiG-23の整備を行い国連の制裁に違反した。ボスニア・ヘルツェゴビナのビィリナにある航空研究所は、エンジンとスペアパーツを供給した。しかし、これらの供給はイラク空軍の状態を改善するには遅すぎた。
米国主導の侵攻の瀬戸際で、サダム・フセインは連合軍の航空機から国の空域を守ろうとする空軍の要望を無視し、戦闘機の大部分を解体して埋めるように命じた。MiG-25とSu-25を含む一部の機体は、後に米国の掘削によってアル・タカダムとアル・アサード空軍基地周辺で発見された。IQAFは戦争中にまったく存在していなかったことが判明しており、少数のヘリコプターは目撃されているが、連合軍の航空機と戦う戦闘機は飛んでいなかった。
占領段階では、アメリカとオーストラリア軍によってイラクの戦闘機の大半（主にMiG-23、MiG-25、Su-25）が国内のいくつかの空軍基地で劣悪な状態で発見され、他は埋められていた。IQAFの航空機の大半は戦争中および戦後に破壊され、残りのすべての機器は戦争直後にジャンクまたは廃棄された。フセイン政権時に購入した航空機はどれも使用されていなかった。

### 戦後

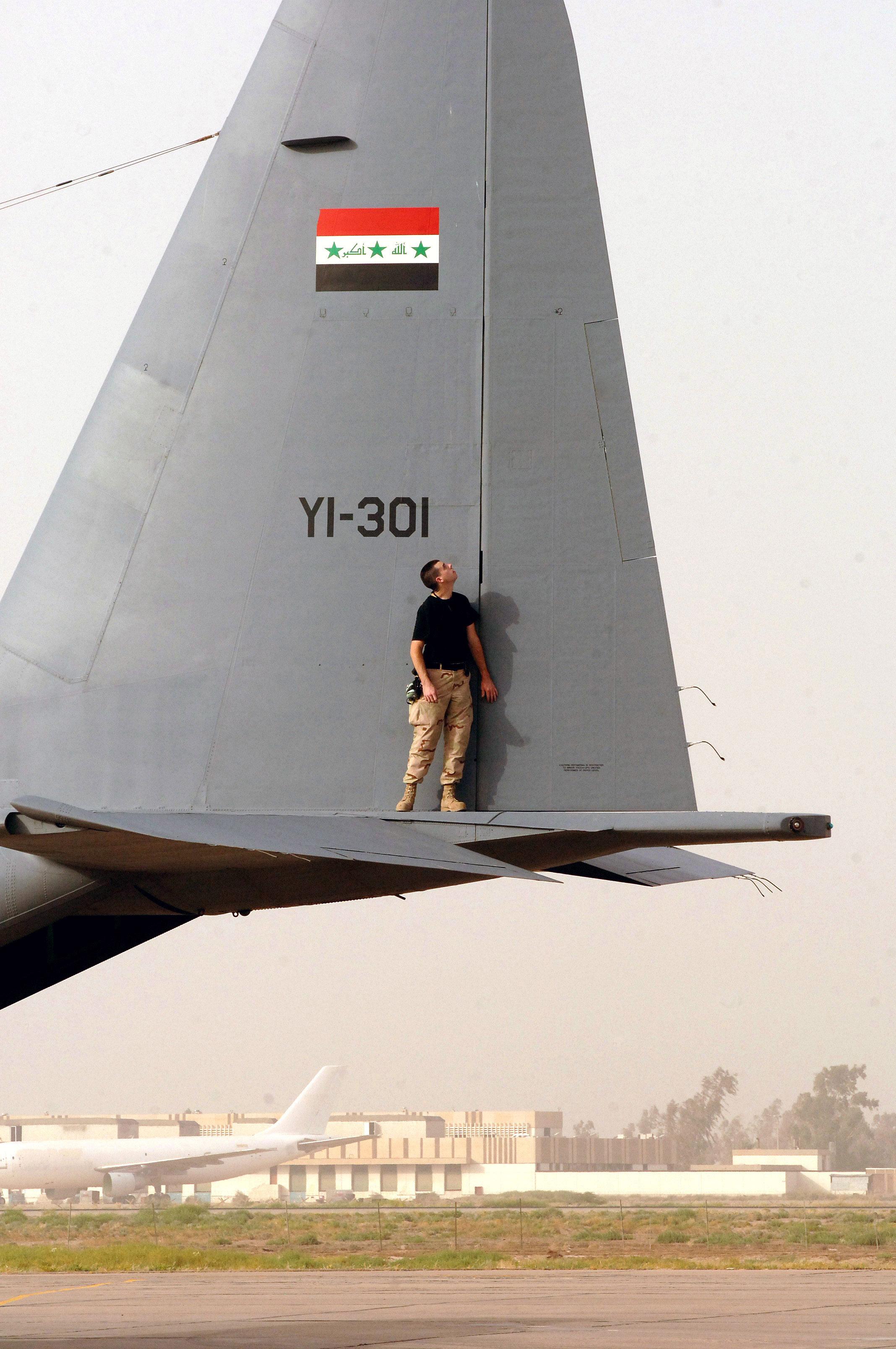
IQAFのC-130の飛行後チェックを行う米軍の航空兵。

2003年のイラク戦争後のすべてのイラク軍と同様に、イラク空軍は新しいイラク国防軍を建設するための全体的なプログラムの一環として再建された。新設された空軍は、運用開始時の2004年にはわずか35人しかいなかった。
2004年12月、イラク国防省はポーランドの国防コンソーシアムBUMARと2つの契約に署名した。最初は20機のPZL W-3ソコルヘリコプターの納入および10人のイラク人パイロットと25人の保守要員の訓練に関する1億3200万ドル相当の契約であった。ヘリコプターは2005年11月までに納入される予定であったが、2005年4月に契約の履行を担当する会社はPZLシフィドニクが提案した納期予定が不十分であるため、納入が予定どおりに進まないと発表した。その結果、試験用に2005年に納入されたのは2機だけだった。
2番目は再加工された中古のロシア製Mi-17を24機イラク空軍に供給する1億500万ドル規模の契約であった。2008年時点で8機が納入されており、さらに2機以上が納入が行われていた。Mi-17には攻撃能力があると報告されている。
この期間中、空軍は主に軽偵察および輸送作戦に従事した。2006年2月のレポートでは、第3、第23、第70飛行隊がこれらの任務で忙しいことが詳しく説明されている。2007年3月4日、空軍はバグダッド市で最初の医療避難を実施し負傷した警察官を病院に空輸した。
2007年、航空教育・訓練軍団の一部であるアメリカ空軍の第2空軍は、独自の技術訓練や支部固有の基本訓練を立ち上げたため、イラク空軍にカリキュラムとアドバイスを提供する責任を与えられた。この任務は、連合空軍訓練チームの「CAFTT」として知られていた。
2008年のバスラの戦い中にイラク空軍は、3月25日から4月1日の間のバスラ地区での「騎士の突撃作戦」中に、バスラのイラクの地上治安部隊を支援する104の任務の計画、実行、監視を行った
2009年に数人のイラク将校の最初の一人がRAFクランウェルでの飛行訓練を終えた。これは、新イラク空軍の黎明期を反映する進展であった。
2007年12月に、36機のラスタ95練習機を含む兵器およびその他の軍事装備の売却に関して、イラク政府とセルビアの間で契約が締結されたことが報じられた。イラクはフランスから50機のSA 341攻撃ヘリコプターを購入する可能性があると推測された。2008年7月、イラクは24機の軽攻撃および偵察ヘリコプターの注文を正式にリクエストした。航空機はアメリカ陸軍の新しいARH-70ヘリコプターまたはMH-6 リトルバードのいずれかであった。
2008年10月14日、『Aviation Week』は、テキサス州フォートワースのミーチャム空港のATK施設で、ヘルファイア装備の2機のセスナ208Bが発見されたと報じた。イラク空軍は、2008年12月に3機の武装したセスナ208Bを受け取り、2009年にはさらに2機納入予定だった。これは、2003年の戦争開始以来最初のIQAFの攻撃能力を表していた。イラク政府は2008年11月に、イラク空軍が2011年までに108機の航空機を購入すると発表した。最終的に空軍は2015年までに最大516機、2018年までには最大550機の航空機で構成されることになっていた。購入中の特定のタイプには、ユーロコプターEC635およびベルARH-70タイプヘリコプターが含まれている。さらに、24機のT-6 テキサンII機が軽攻撃の役割のために購入された。
2008年夏、国防総省はイラク政府が最大30億ドル相当の装甲車400台とその他の装備及び15億ドル相当のC-130J輸送機を6機の発注を望んでいることを発表した。
イラクは、10億ドル（7億7000万ユーロ）相当のチェコ製L-159ジェット練習機28機を購入する予定だった。24機は新しく、4機はチェコの余剰在庫からのものである。その後、取引は成立しなかった。しかしその後、チェコの航空会社Aero Vodochodyは12機のジェット機の販売に同意したと伝えられているが、この契約を両国の政府はまだ承認していない。チェコ空軍の余剰在庫の24機または36機のチェコ製戦闘機アエロ L-159の売却または石油トレードを購入するための交渉が行われた が、購入は行われず、2013年時点でチェコ共和国はL-159戦闘機の最初の輸出契約を確保できていない。24/36チェコL-159の取引はキャンセルされた。代わりに、韓国の超音速KAI T50が選定された（24機）。しかし、2014年4月にイラクは中古の（保存された）L-159を2億ドルで12機購入することを決定した。

### 2010年代

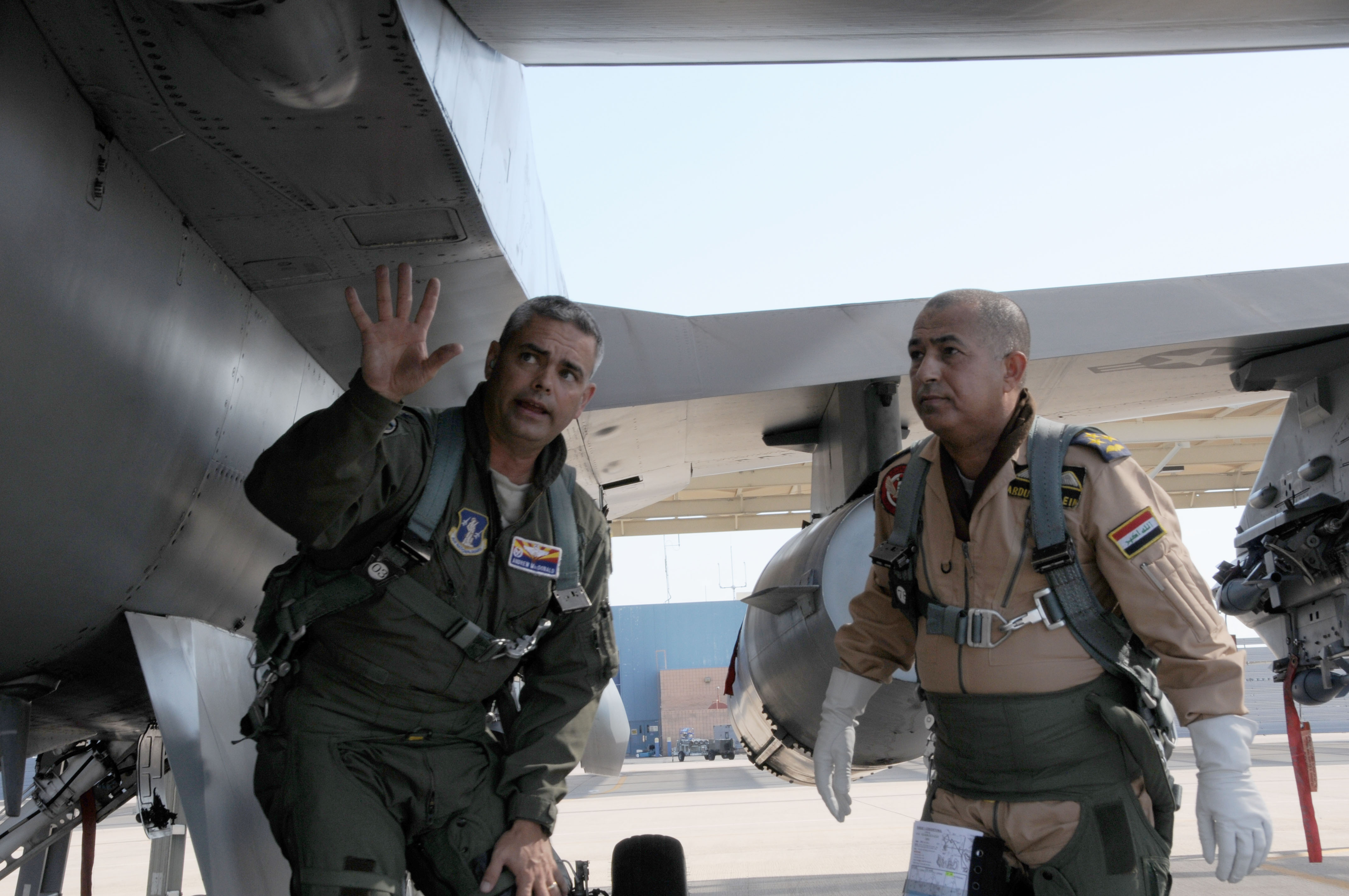
アリゾナでのF-16の研修を受けているイラク空軍司令官。

2010年と2011年を通じてイラク政府とMoIは、ミラージュF1およびF-16C block 52戦闘機を購入する意向を表明した。イラクの内閣は、30億ドル相当の航空機、機器、スペアパーツ、およびトレーニングの初回割賦として総額9億ドルを明示した。
F-16戦闘機の購入契約は、イラク政府が2月12日にその決定を覆し、当初の総額9億ドルを経済再建への転換を望んだため、決裂寸前にあるように見えたが、2011年7月12日に、イラク政府はイラクからの米軍の保留中の撤退のためにF-16への関心を繰り返し、その後購入する戦闘機の数は36に倍増した
イラクの空域は、2011年12月から18機のF-16IQ block 52戦闘機とそのパイロットの準備が整うまで守られていなかった。最初のイラクのF-16は2014年5月に初飛行を行った。2014年6月5日にテキサス州フォートワースで行われた式典で、IQAFに正式に納入された。
2012年10月、ロシアとイラクが30機のMi-28Nヘリコプターを含む42億ドルから50億ドルの武器契約に署名する可能性があることが報じられた。取引は10月9日に確認された。伝えられるところによると、この取引はイラクの汚職の懸念のためにキャンセルされたが、その懸念に対処し、イラク国防相は「この取引は進んでいる」と述べた。当初の混乱にもかかわらず、42億ドルの契約のすべての部分が署名され、履行されている。イラク向けの10機のMi-28NEヘリコプターの最初の契約は、2013年9月に納入が開始される。13機のMi-28NEヘリコプター群が2014年1月に納入された。
2014年6月26日、ヌーリー・マーリキー首相は、「英国、フランス、ロシアなどの他のジェット戦闘機を購入しようとするべきだった」と述べ、アメリカのF-16の注文を「長ったらしい」「欺かれた」と表現した。IQAFは、イラク北部のISIS過激派と戦うために代わりにロシアとベラルーシから中古ジェット機を取得し、6月28日に最初の一団が到着した。イラク国防省は5機のロシア製Su-25の購入を認め、YouTubeチャンネルに到着の映像をアップロードした。イラン空軍も7月1日に7機のSu-25を納入したが、その大半は湾岸戦争中にイランに逃げた元イラク航空機であった。

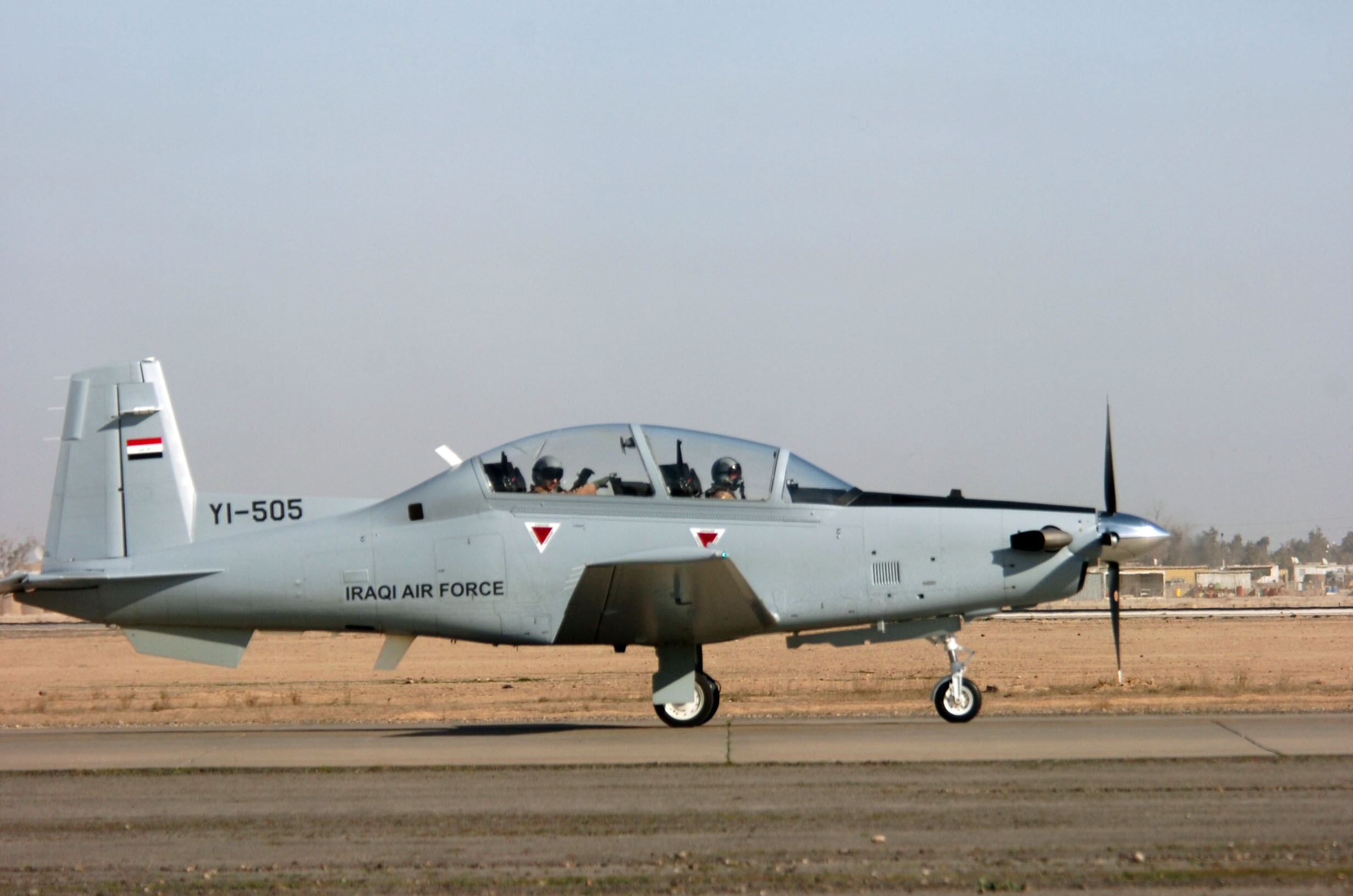
イラク空軍のT-6AテキサンII

2015年7月13日、イラク空軍はF-16戦闘機の最初の一団を受け取った。今後数年間にイラク空軍に納入される予定のF-16に加えて、2016年4月までに24機のT-50ゴールデンイーグルの納入が開始されイラク空軍の防衛能力が増強される予定である。2015年11月5日、最初の2機のチェコ製アエロL-159軽戦闘機がイラクに引き渡された。イラクのパイロットの最初のグループは、2016年2月9日にチェコの会社Aero Vodochodyでトレーニングを終えた。イラクは合計15機のL-159を獲得し、Aero Vodochodyは12機の航空機をイラク空軍に使用可能にした。他の2つの飛行機は2人の航空機を2人乗りに改造するために使用され、1つの飛行機はスペアパーツに使用された。イギリスは同国のレーダー警報受信機が搭載されていることを理由にL-159の売却を三年近く阻止していたが、デーヴィッド・キャメロン首相は2016年2月に禁止を撤回することに同意し、イラクへの売却が進行中である。
2014年12月、イラクとアラブ首長国連邦（UAE）の首脳会談で、UAEは最大10機のミラージュ2000戦闘機をイラク空軍に提供した。航空機は2015年3月までに納入された可能性がある。
2019年4月6〜7日に、IQAFは6機の新しいF-16を受け取った。イラク国防省のセキュリティメディアセルの広報担当者のヤヒヤラソル准将によると、最新の納入によりイラクのF-16部隊は27機になった
2019年11月19日、最終となる24機目のT-50IQを受け取った。
現在の空軍の運用中隊は次の通り：第3飛行隊、第9飛行隊（F-16）、第23飛行隊、第70飛行隊、第87飛行隊 （B 350ER）、第109飛行隊 （Su-25）、第115飛行隊（L-159）おそらく第2飛行隊。

## 空軍司令官
- 1936, Muhammed Ali Jawad[9]
- 1941, Mahmud Salman[96]
- 1955, Sami Fattah准将[97]
- 1958-1963, Jalal Al-Awqati
- 1963年2月～3月, Arif Abdul Razzaq
- 1963年3月～12月 Hardan al-Tikriti[98]
- 1963-1965 Arif Abdul-Razak
- 1965-1966 Munir Helmi
- 1966-1968 Jassam Mohammed Al-Saher[99]
- 不明
- 1973–1976 Nima Al Dulaimi
- 1978–1983 Mohamed Jessam Al-Jeboury
- 1985 Air Marshal Hamid Sha'aban[100]
- 1985-1994 ムザーヒム・サアブ・ハサン

- 1994-2003、ハーミド・ラジャー・シャラーフ[101]
- 2005–2008 Kamal Barzanji
- 2008–現在 Anwar Hamad Amin

## 階級記章
現在使用されているイラク空軍将校の階級記章は以下の表の通り
| 等級 | 11    | 10        | 9    | 8    | 7    | 6    | 5    | 4    | 3    | 2        | 1        |
| ---- | ----- | --------- | ---- | ---- | ---- | ---- | ---- | ---- | ---- | -------- | -------- |
| 記章 |       |           |      |      |      |      |      |      |      |          |          |
| 名前 | 少尉  | 中尉      | 大尉 | 少佐 | 中佐 | 大佐 | 准将 | 少将 | 中将 | 大将     | 空軍元帥 |
| 原題 | ملازم | ملازم أول | نقيب | رائد | مقدم | عقيد | عميد | لواء | فريق | فريق أول | مهيب     |
| 略称 | 2LT   | 1LT       | CPT  | MAJ  | LTC  | COL  | BG   | MG   | LTG  | GEN      | FM       |

## 航空機

### 現在の装備

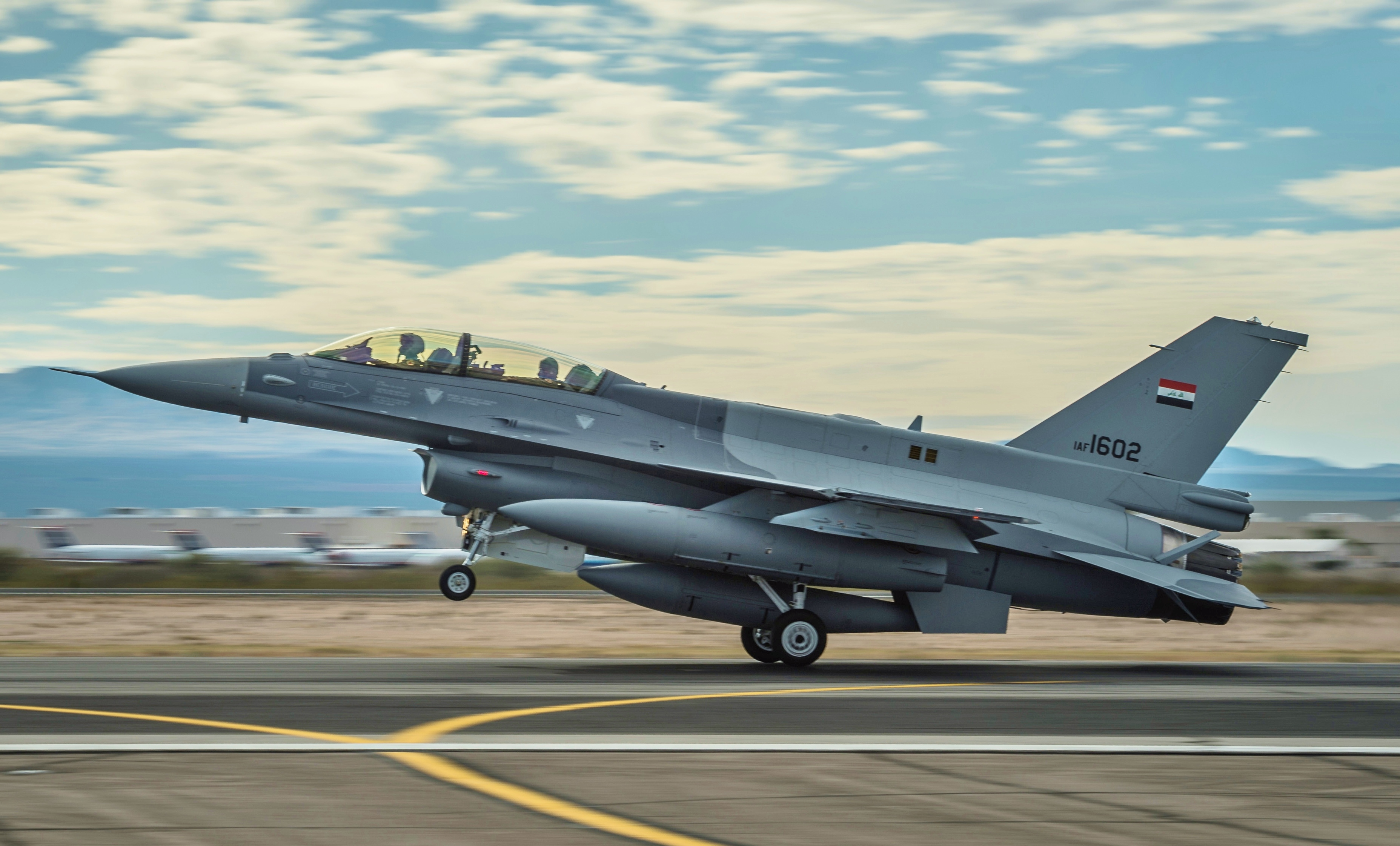
ツーソン国際空港に着陸するイラクのF-16D

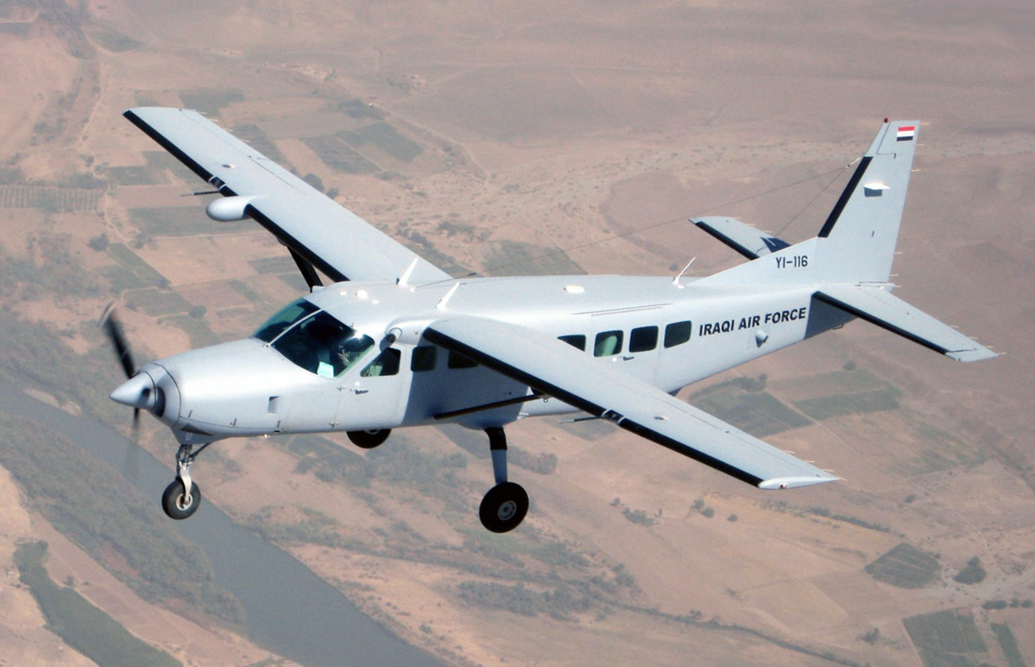
イラクのセスナ208

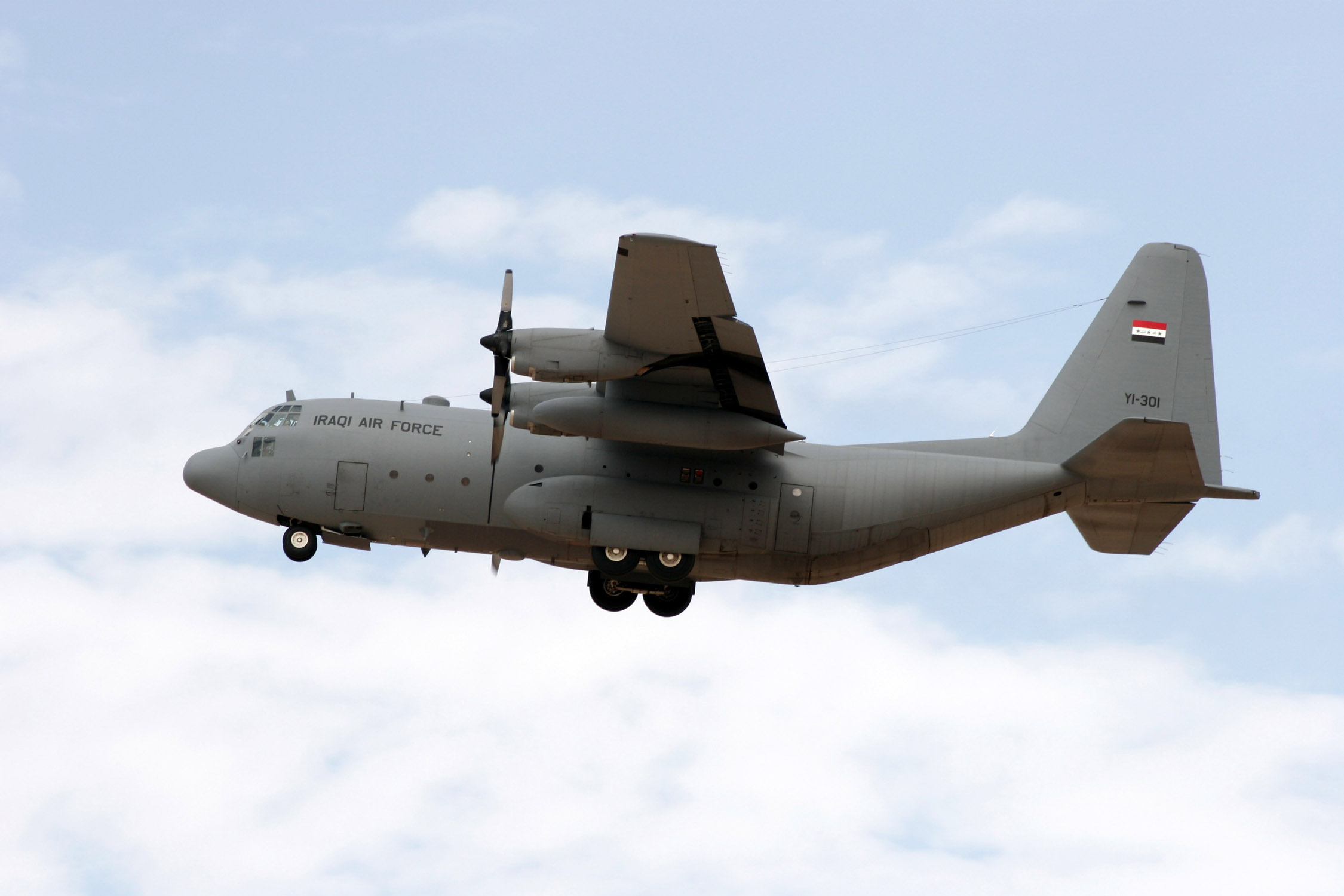
イラクのC-130の離陸

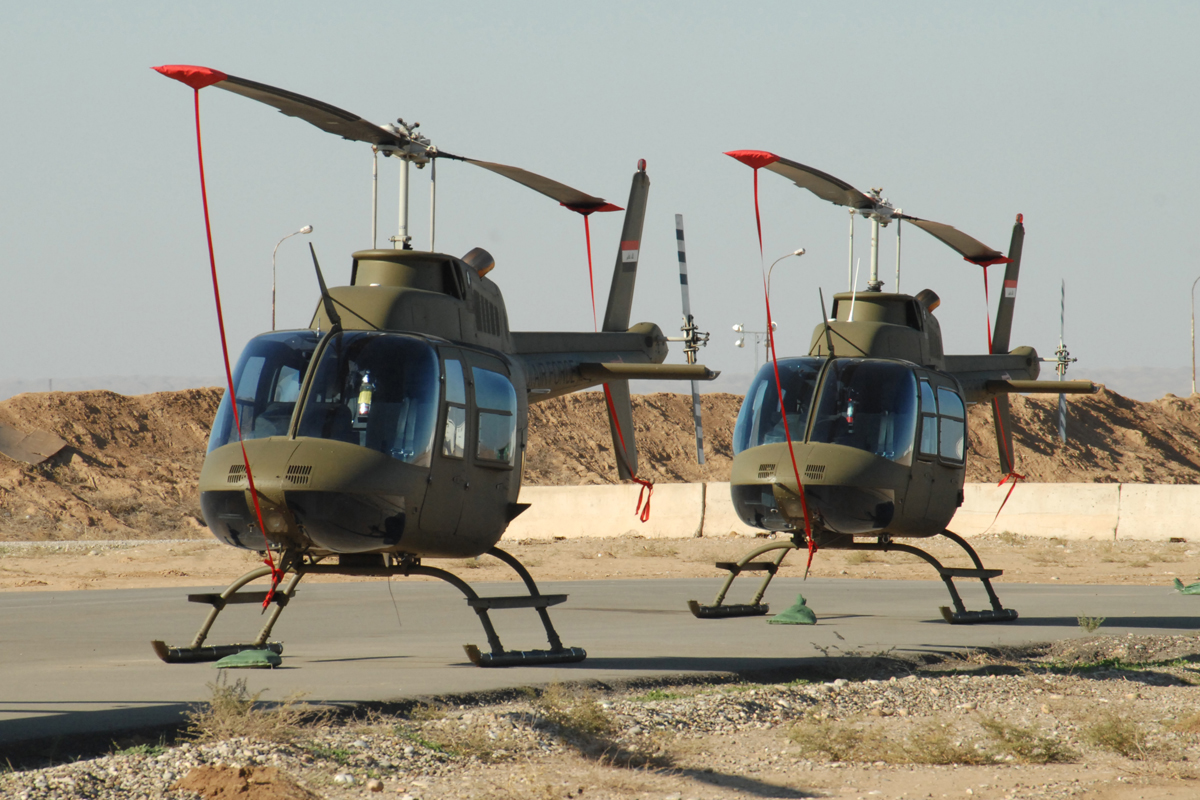
タールマカダム舗装道路に駐機する2機のベル206

| 航空機               | 原産国         | 種類                 | 型式        | 稼働数 | 注記                                                                  |        |
| 戦闘機               | 戦闘機         | 戦闘機               | 戦闘機      | 戦闘機 | 戦闘機                                                                | 戦闘機 |
| -------------------- | -------------- | -------------------- | ----------- | ------ | --------------------------------------------------------------------- | ------ |
| L-159                | チェコ         | 軽攻撃               | L-159A      | 10     |                                                                       |        |
| Su-25                | ロシア         | 攻撃                 |             | 21     | 2021年5月、スペアパーツ不足により運行不能状態であることが報じられた。 |        |
| セスナ 208           | アメリカ       | 攻撃                 | AC-208      | 2      | 対地攻撃用に調整                                                      |        |
| F-16                 | アメリカ       | マルチロール         | F-16C/IQ    | 27     |                                                                       |        |
| F-16                 | アメリカ       | 一部は訓練用に転換   | F-16D/IQ    | 9      |                                                                       |        |
| 偵察機               |                |                      |             |        |                                                                       |        |
| セスナ 208           | アメリカ       | 偵察                 | RC-208      | 3      |                                                                       |        |
| AMD Alarus           | アメリカ       | 監視                 | SAMA CH2000 | 7      |                                                                       |        |
| キングエア           | アメリカ       | 監視                 | 350         | 6      |                                                                       |        |
| シーバード・シーカー | オーストラリア | 監視                 | SB7L-360A   | 2      |                                                                       |        |
| 輸送機               |                |                      |             |        |                                                                       |        |
| キングエア           | アメリカ       | 実用 / 輸送          | 350         | 1      |                                                                       |        |
| C-130                | アメリカ       | 戦術空輸             | C-130E      | 3      |                                                                       |        |
| C-130J               | アメリカ       | 戦術空輸             |             | 6      |                                                                       |        |
| DHC-6                | カナダ         | 実用                 |             | 3      | STOL対応機                                                            |        |
| Pilatus PC-12        | スイス         | 輸送/実用            |             | 5      |                                                                       |        |
| An-32                | ウクライナ     | 輸送                 |             | 6      |                                                                       |        |
| ヘリコプター         |                |                      |             |        |                                                                       |        |
| Mi-28N               | ロシア         | 攻撃                 |             | 30     |                                                                       |        |
| Mi-17                | ロシア         | 輸送                 |             | 10     |                                                                       |        |
| SA 341               | フランス       | 哨戒/ 対戦車         | SA342       | 6      |                                                                       |        |
| 練習機               |                |                      |             |        |                                                                       |        |
| ベル 206             | アメリカ       | 回転翼機訓練         |             | 9      |                                                                       |        |
| セスナ 208           | アメリカ       | 訓練 / 実用          |             | 4      |                                                                       |        |
| ラスタ 95            | セルビア       | 軽訓練               |             | 19     |                                                                       |        |
| T-50                 | 大韓民国       | 戦闘機パイロット訓練 | T-50IQ      | 24     |                                                                       |        |
| L-159                | チェコ         | 軽攻撃               | L-159A      | 10     |                                                                       |        |
| PAC Super Mushshak   | パキスタン     | 練習機               | MFI-395     |        | 20機注文中                                                            |        |